# Szymon Wichmann
Szymon Wichmann, niem. Simon Wichmann (ur. w 1581 w Braniewie, zm. 9 maja 1638 tamże) – wieloletni i zasłużony burmistrz Starego Miasta Braniewa w XVII wieku.

## Życiorys
Pochodził z bogatej i szanowanej rodziny mieszczan braniewskich. Podczas wojny polsko-szwedzkiej 1626-1635 w dniu 10.07.1626 r. burmistrz Wichmann na czele kilkuset zbrojnych usiłował obronić miasto przed 4 tysiącami szwedzkich żołnierzy, w tej nierównej walce został ranny. Ostatecznie poddał Braniewo królowi Gustawowi Adolfowi. Następuje rabunek dóbr, m.in. wywiezione zostają wspaniałe zbiory biblioteki kolegium jezuickiego zawierające 1353 książki i rękopisy. Podczas trwającej ponad 9 lat szwedzkiej okupacji to na nim spoczywa ciężar utrzymania licznego szwedzkiego garnizonu (1300 żołnierzy).
Postawę miasta i burmistrza tak wyróżniającą się na tle innych miast wkrótce docenia sam król Władysław IV. Podczas swojej wizyty w Braniewie w lutym 1636 r. w sposób szczególny wyróżnia burmistrza Szymona Wichmanna tytułem patrycjusza i gmerkiem rodowym (rodzaj herbu). Tytuły te otrzymuje kilkunastu braniewian, a miasto nowy herb oraz przywilej używania czerwonego laku na pismach, co było zastrzeżone tylko dla szlachty. Specjalny szacunek dla Szymona Wichmanna okazany został za jego postawę podczas obrony miasta przed Szwedami w lipcu 1626 r., gdy odniósł on rany oraz ze względu na jego wysiłki w celu zaoszczędzenia miastu kontrybucji i represji. Trudy szwedzkiej okupacji dały się na tyle we znaki Wichmannowi, że wkrótce przedwcześnie umiera w dniu 9.05.1638 r. Został z honorami pochowany w kościele św. Katarzyny (obecnie bazylika św. Katarzyny Aleksandryjskiej w Braniewie) i przez potomnych jest nazwanym „największym burmistrzem w dziejach Braniewa”.